# Arabia Saudita en los Juegos Olímpicos de Atenas 2004
Arabia Saudita estuvo representada en los Juegos Olímpicos de Atenas 2004 por un total de 16 deportistas masculinos que compitieron en 6 deportes.
El portador de la bandera en la ceremonia de apertura fue el atleta Hadi Al-Somaili. El equipo olímpico saudita no obtuvo ninguna medalla en estos Juegos.